# Biblioteca Mazarino
La biblioteca Mazarino (en francés: Bibliothèque Mazarine) es una biblioteca pública ubicada en París, siendo la más antigua de Francia. Se sitúa en el muelle de Conti, en el barrio de la Moneda, del sexto distrito de París, constituye una «biblioteca de centro de interés científico y literario», bajo la tutela del Ministerio de Educación Superior y de la Investigación, dependiente administrativamente del Instituto de Francia.
Sus colecciones, creadas a lo largo del tiempo, nacieron en su origen en la biblioteca personal del cardenal Mazarino.

## Historia

### Las bibliotecas de Mazarino
Esta biblioteca fue creada a partir de la biblioteca particular del cardenal Mazarino, que era un gran bibliófilo. La primera biblioteca, organizada por su bibliotecario Gabriel Naudé, fue arrasada cuando Mazarino huyó de París durante la revolución de la Fronda.
Con la ayuda del sucesor de Naudé, François de la Poterie, y con los restos de la primera, se formó una segunda biblioteca que Mazarino legó al colegio de las Cuatro Naciones que él mismo había fundado en 1661. Abierta al público desde 1643, se halla desde finales del siglo XVII en el ala oriental del edificio que, en 1805, fue denominado «Palacio del Instituto de Francia».
La adquisición, en agosto de 1643, de la biblioteca del canónigo Descordes, constituye de algún modo el momento fundacional de esta biblioteca.
Durante los años siguientes, Naudé continuó enriqueciendo la biblioteca con adquisiciones, tanto en Francia como en los países vecinos. Paralelamente, la biblioteca incorpora nuevas colecciones, como la de Brienne (dos mil piezas originales relacionadas con asuntos extranjeros), la de Rollán o la de Jean Tileman Stella, y numerosas obras, donadas o dedicadas a Mazarino.
La biblioteca llegó a contar, hacia 1648, con cuarenta mil volúmenes aproximadamente, lo que la convirtió en la más importante colección de Europa en aquel entonces.
La Fronda marca una interrupción en el desarrollo de la biblioteca. En 1649 estuvo amenazada por la decisión del Parlamento de París de confiscar los bienes de Mazarino; al final, si bien la venta de muebles y cuadros fue autorizada, no se tomó ninguna decisión definitiva en lo concerniente a la biblioteca, cuya custodia estaba encargada a Naudé. La paz de Saint-Germain del 1 de abril de 1649 y el regreso de Mazarino a París salvan provisionalmente la biblioteca, pero, en diciembre de 1651, el Parlamento pone precio a la cabeza de Mazarino, y para conseguir la suma de 150 000 libras decide poner a la venta todo el contenido de su palacio, empezando por la biblioteca. Esta se dispersa del 8 de enero al 17 de febrero de 1652. Naudé consigue salvar una pequeña parte de las obras, a pesar de todo, siguiendo distintas tácticas y con la idea de poder un día reunificar la biblioteca.
Cuando Mazarino regresa triunfalmente a París, en febrero de 1653, vuelve a llamar a Naudé, que mientras tanto se había convertido en bibliotecario de la reina Cristina de Suecia. Pero este muere en el camino de regreso y Mazarino confía la reconstrucción de la biblioteca a su antiguo colaborador, François de la Poterie. La Poterie consigue con bastante éxito su propósito al recuperar las obras salvadas por Naudé, volviendo a comprar la biblioteca personal de este y retomando su metodología. En 1661, esta segunda biblioteca de Mazarino había logrado prácticamente la importancia de la primera.

### La biblioteca del colegio de las Cuatro Naciones
Deseando imitar a su predecesor Richelieu y evitar que su biblioteca fuera nuevamente dispersada después de su muerte, Mazarino decide dejarla en herencia al colegio de las Cuatro Naciones, que funda por testamento en 1661, destinado a la educación de sesenta jóvenes originarios de las cuatro provincias reunidas en el reino bajo su mandato (Alsacia, Flandes, Rosellón y Pignerol). Este legado aparece detallado en Cartas flagrantes que contienen el reglamento para el colegio de las Cuatro Naciones, dadas por el rey Luis XIV de Francia en marzo de 1688 y registradas en el Parlamento el 23 de marzo del mismo año.
La biblioteca, reabierta en 1689 en el ala oriental del edificio construido para albergar el colegio, acoge durante todo el siglo XVIII a colegiales, visitantes extranjeros y público erudito, al mismo tiempo que sigue enriqueciendo sus colecciones hasta contar, a finales del siglo XVIII, con más de sesenta mil volúmenes. Entre su extensa colección de incunables cabe destacar la Biblia de Gutenberg, conocida con el nombre de Biblia Mazarino.

### La biblioteca Mazarino

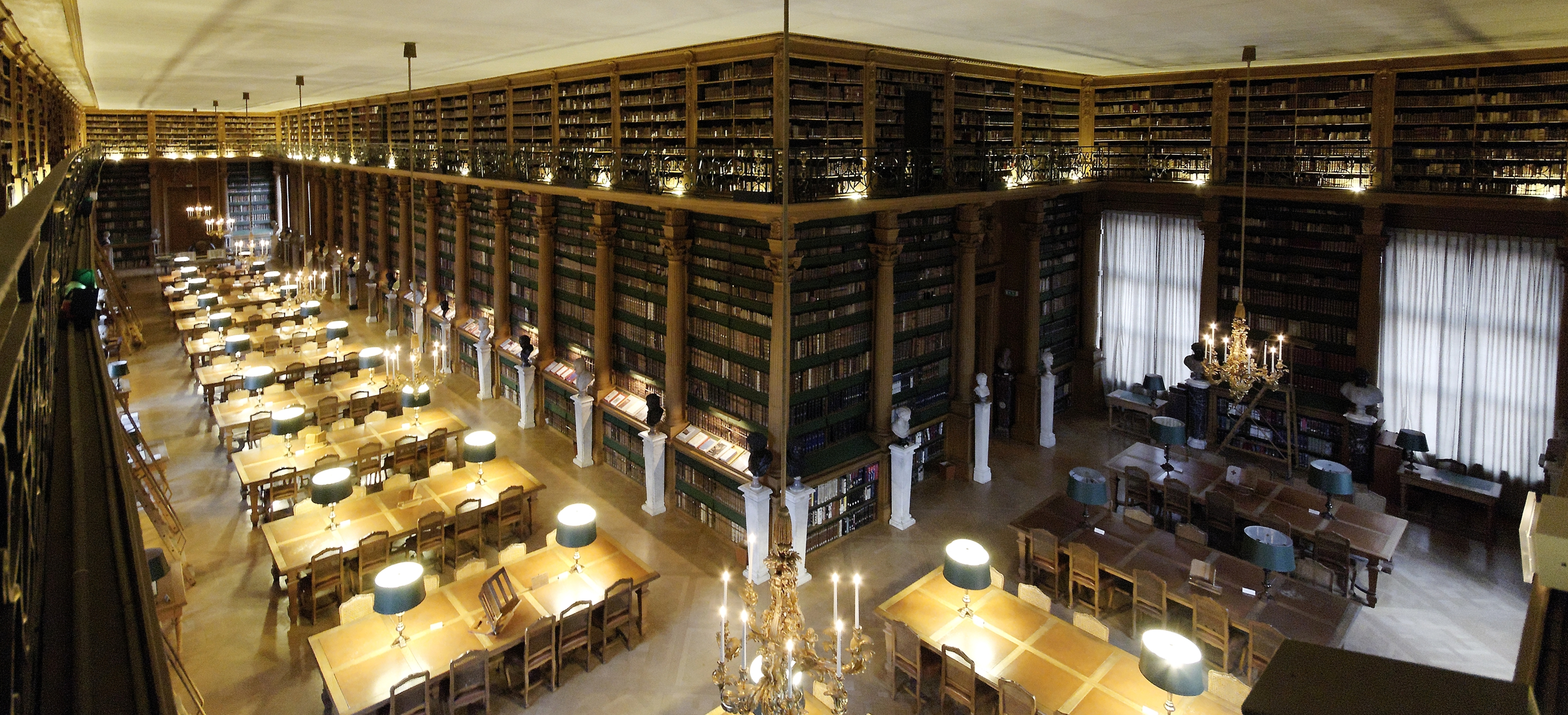
Sala de lectura de la biblioteca Mazarino.

Durante la Revolución francesa, la biblioteca Mazarino se mantuvo activa por su carácter público (Mazarino indicó en su testamento que la biblioteca debería permanecer abierta al público), pero el colegio desapareció. La biblioteca llegó a beneficiarse de las confiscaciones revolucionarias, gracias al trabajo de su bibliotecario, Gaspard Michel, llamado abad Leblond.
De 1926 a 1945 la biblioteca formó parte de la Reunión de bibliotecas nacionales de Francia.

## Estatuto
La biblioteca Mazarino, biblioteca patrimonial de estudio e investigación, dependiente del Ministerio de Educación Superior y de la Investigación, depende administrativamente del Instituto de Francia, que ocupa, desde 1805, las antiguas dependencias del colegio de las Cuatro Naciones.
Desde 1643 es pública y abierta a todo el mundo. Las colecciones solo se pueden consultar in situ. Los libros raros y valiosos se consultan con ciertas condiciones.

## Colecciones
La biblioteca contiene hoy alrededor de 600 000 volúmenes. Su valioso fondo antiguo -cerca de 200 000 volúmenes- es enciclopédico. El fondo moderno está especializado en historia, sobre todo historia religiosa, literaria y cultural de la Edad Media (siglo XII-XV) y de los siglos XVI-XVII, la historia del libro y la historia local y regional de Francia.
A pesar de que la colección de manuscritos de Mazarino está hoy en la Biblioteca Nacional de Francia, la biblioteca Mazarino cuenta a pesar de todo con más de 4 600 manuscritos, 2 360 incunables y la colección más importante del mundo de mazarinadas.
La biblioteca recibió en los siglos XIX-XX varios fondos importantes, entre los que se encuentran los archivos de Pierre-Antoine Lebrun, de Joseph Tastu o Arsène Thiébaut de Berneaud; la biblioteca y los archivos científicos de Albert Demangeon y de su yerno Aimé Perpillou (geografía); la riquísima biblioteca del doctor Marcel Chatillon (historia de las Antillas) o una parte de las del caballero de Paravey (viajes), de Jean-Jacques Ampère (civilizaciones nórdicas), de Prosper Faugère (Pascal y el jansenismo), etc.
La biblioteca continúa comprando libros, manuscritos y está especializada en disciplinas históricas.
La biblioteca organiza visitas guiadas gratuitas, destinadas solamente a particulares. Duran una hora y media aproximadamente y se centran en la historia de la biblioteca y sus colecciones, su arquitectura y decoración, la presentación de sus recursos y servicios.

## Bibliotecarios y administradores
Algunos bibliotecarios y administradores notables de la biblioteca fueron:
Bibliotecarios de Mazarino:
- Gabriel Naudé (1643–1653)
- François de La Poterie, (1653–1689)

Bibliotecarios del Colegio Mazarino
- Louis Picques (1688–1695)
- Pierre Couleau (1695–1708)
- Jean-Baptiste Quinot (1708–1722)
- Pierre Desmarais (1722–1760)
- Mathieu-Jacques de Vermond (1760–1777)
- Luce Joseph Hooke (1778–1791)

Administradores de la biblioteca Mazarino (luego convertidos en bibliotecarios)
- Gaspard Michel, llamado el abad Leblond (1791–1805)
- Charles Palissot de Montenoy (1805–1814)
- Louis-Charles-François Petit-Radel (1814–1836)
- Charles Marie Dorimond de Féletz (1836–1848)
- Ustazade Silvestre de Sacy (1848–1879)
- Benjamin Gastineau, durante la Comuna de París en 1871
- Frédéric Baudry (1879–1885)
- Alfred Franklin (1885–1907)
- Georges de Porto-Riche (1907–1930)
- Jean Lailler (1930–1944)
- Jacques Renoult (1945–1970)
- Maurice Piquard (1970–1976)
- Pierre Gasnault (1976–1994)
- Christian Péligry (1994–2010)
- Yann Sordet (desde 2011)